# Liste des poissons d'eau douce en France
Cet article court présente un sujet plus développé dans plusieurs articles dérivés.

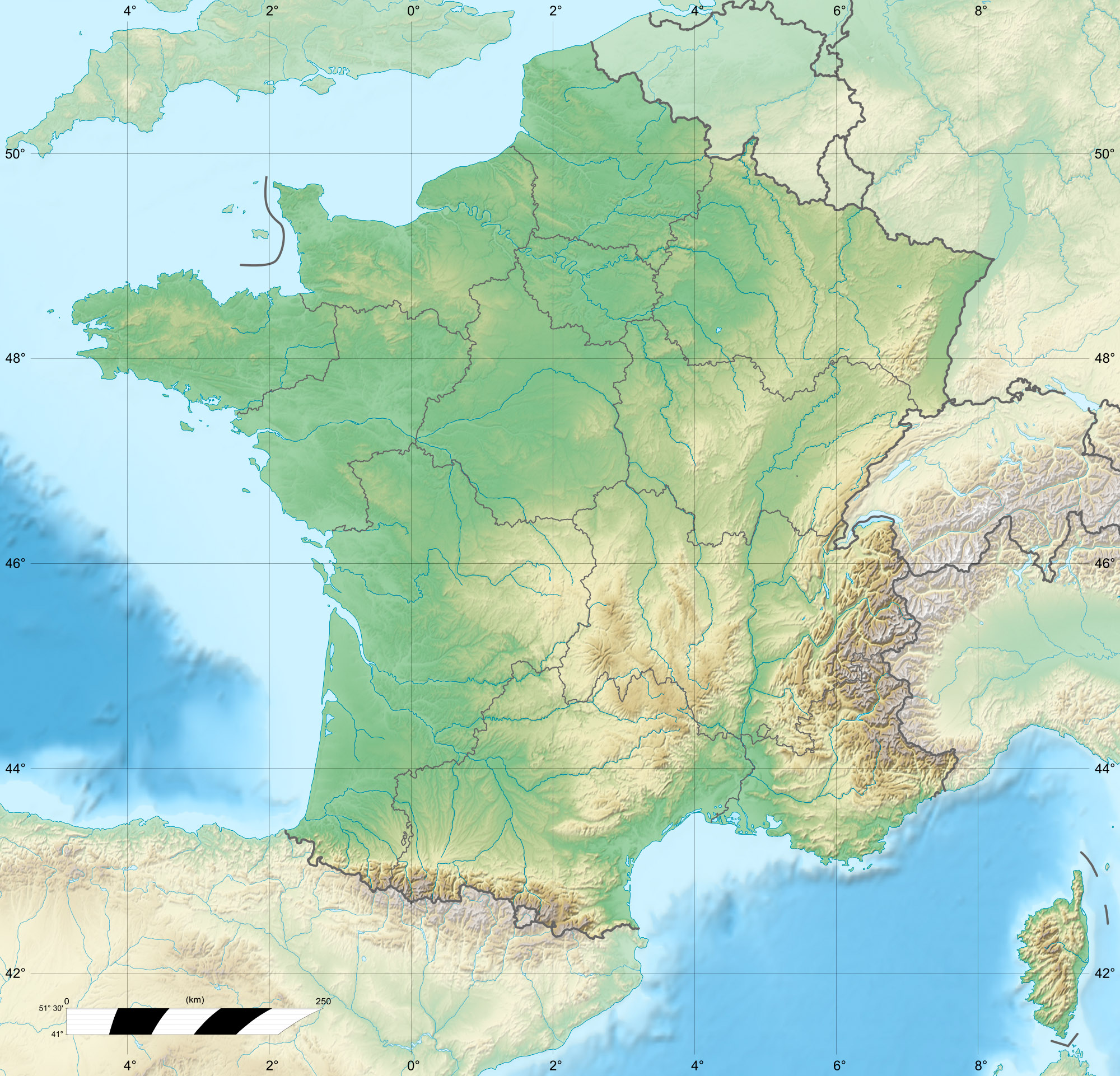
Carte topographique de la France métropolitaine.

Localisation de la France au niveau mondial.

Cette liste commentée recense l'ichtyofaune d'eau douce en France. Elle répertorie les espèces de poissons dulçaquicoles français actuels et celles qui ont été récemment classifiées comme éteintes (à partir de l'Holocène, depuis donc 11 700 ans av. J.‑C.). Cette liste inclut la France métropolitaine et la France d'outre-mer, subdivisées en :
- la métropole, dont :
  - la Corse ;
- la Guadeloupe ;
- la Martinique ;
- la Guyane ;
- La Réunion ;
- Mayotte ;
- Saint-Pierre-et-Miquelon ;
- Wallis-et-Futuna ;
- la Polynésie française ;
- la Nouvelle-Calédonie ;
- et les îles Kerguelen.

Certains territoires n'ont pas suffisamment de réserves d'eau douce pour accueillir une ichtyofaune dulçaquicole : c'est le cas pour Saint-Barthélemy, Saint-Martin, l'archipel Crozet, les îles Saint-Paul et Nouvelle-Amsterdam, la Terre-Adélie, les îles Éparses de l'océan Indien et l'île Clipperton.

## Note
1. ↑  Cette liste est dérivée de la liste rouge de l'UICN et de la liste rouge de l'UICN France (publié par l'INPN), qui répertorient la plupart des espèces présentes dans le monde et en France depuis le XVIe siècle, avec en plus celles répertoriées depuis le début de l'Holocène (soit 11 700 ans av. J.‑C.). La taxonomie et la nomenclature de ces animaux, complétées par des noms vulgaires, sont basées sur celles utilisées par FishBase, SITI ou encore l'UICN.